# Klorogén
A klorogén vagy klóramin B vagy N-klór-benzolszulfonamid-nátriumsó szerves vegyület, fehér por vagy kristály, amely 25-27% aktív klórt tartalmaz. Tárolás közben nem bomlik. Kevésbé korrozív, csíraölő hatását 30-40 perc múlva fejti ki. A leghatásosabb savanyú közegben, ezért általában 100 liter fertőtlenítőszerhez 3 liter 10%-os sósavat adnak hozzá. Gépek, berendezések, kéz fertőtlenítéséhez használják. Savanyítva az alumíniumot korrodálja. A Neomagnol hatóanyaga.